# Wrona (692 m)
Wrona (niem.  Krähenberg , 692,9 m n.p.m.) – wzniesienie w południowo-zachodniej Polsce, w Sudetach Środkowych, w środkowej części Gór Sowich. 
Wzniesienie położone jest w północno-środkowej części Gór Sowich, około 3,5 km na południowy zachód od centrum miejscowości Bielawa.
Kopulaste wzniesienie o bardzo zróżnicowanej rzeźbie i ukształtowaniu oraz dość stromych wschodnich i zachodnich zboczach, z płaską wyrazistą powierzchnią będące niższą kulminacją Kawki (705 m n.p.m.). 
Wznosi się w końcowym fragmenciei długiego bocznego grzbietu, odchodzącego od Słonecznej w kierunku północnym przez szczyty wzniesień: Korczaka, Żebraka, Kawkę, Błyszcz po wzniesienie Czyżyk. Wyrasta ze wschodniego zbocza nieco wyższej Kawki (705 m n.p.m.) położonej w niewielkiej odległości od szczytu po południowo-zachodniej stronie, od którego oddzielona jest niewielkim siodłem. Wzniesienie wyraźnie wydzielają doliny: od północnego zachodu Dolina Wapienna a od południowego wschodu Dolina Kamienna, jedna z najładniejszych dolin w Górach Sowich, którą płynie główny środkowy potok górski Brzęczek. Północno - wschodnie zbocze wzniesienia opada do linii sudeckiego uskoku brzeżnego nad Kamieniczkami. Zbocza wzniesienia miejscami przechodzą w małe urwiska skalne. Wzniesienie zbudowane z prekambryjskich gnejsów i migmatytów z niewielkimi żyłami serpentynitu. Występuje tu także aktynolit, chromit i ilmenit. Zbocza wzniesienia pokrywa niewielka warstwa młodszych osadów z okresu zlodowaceń plejstoceńskich. Cała powierzchnia wzniesienia łącznie z partią szczytową porośnięta jest lasem świerkowo bukowym regla dolnego. Przez szczyt oraz dolinami wydzielającymi wzniesienie prowadzą drogi leśne, które w przeszłości były uczęszczane przez turystów, obecnie są zapomniane jako trasy turystyczne. U podnóża wzniesienia, po północno-wschodniej stronie położona jest dzielnica Bielawy Kamieniczki. Położenie wzniesienia, kształt oraz zróżnicowana rzeźba czynią wzniesienie rozpoznawalnym w terenie. 
Wzniesienie znajduje się na terenie Parku Krajobrazowego Gór Sowich.

## Inne
- Wzniesienie w przeszłości nosiło nazwę:  Krähen Berg, Krähenberg.
- W Górach Sowich wznoszą się dwa wzniesienia o nazwie Wrona - drugie wzniesienie Wrona  (673 m n.p.m.) nieco niższe wznosi się w grzbiecie bocznym odchodzącym na północny wschód od wzniesienia Korczak 758 m n.p.m. położonym w grzbiecie odchodzącym w kierunku północno-wschodnim od Słonecznej.